# Stadtfriedhof Lahe

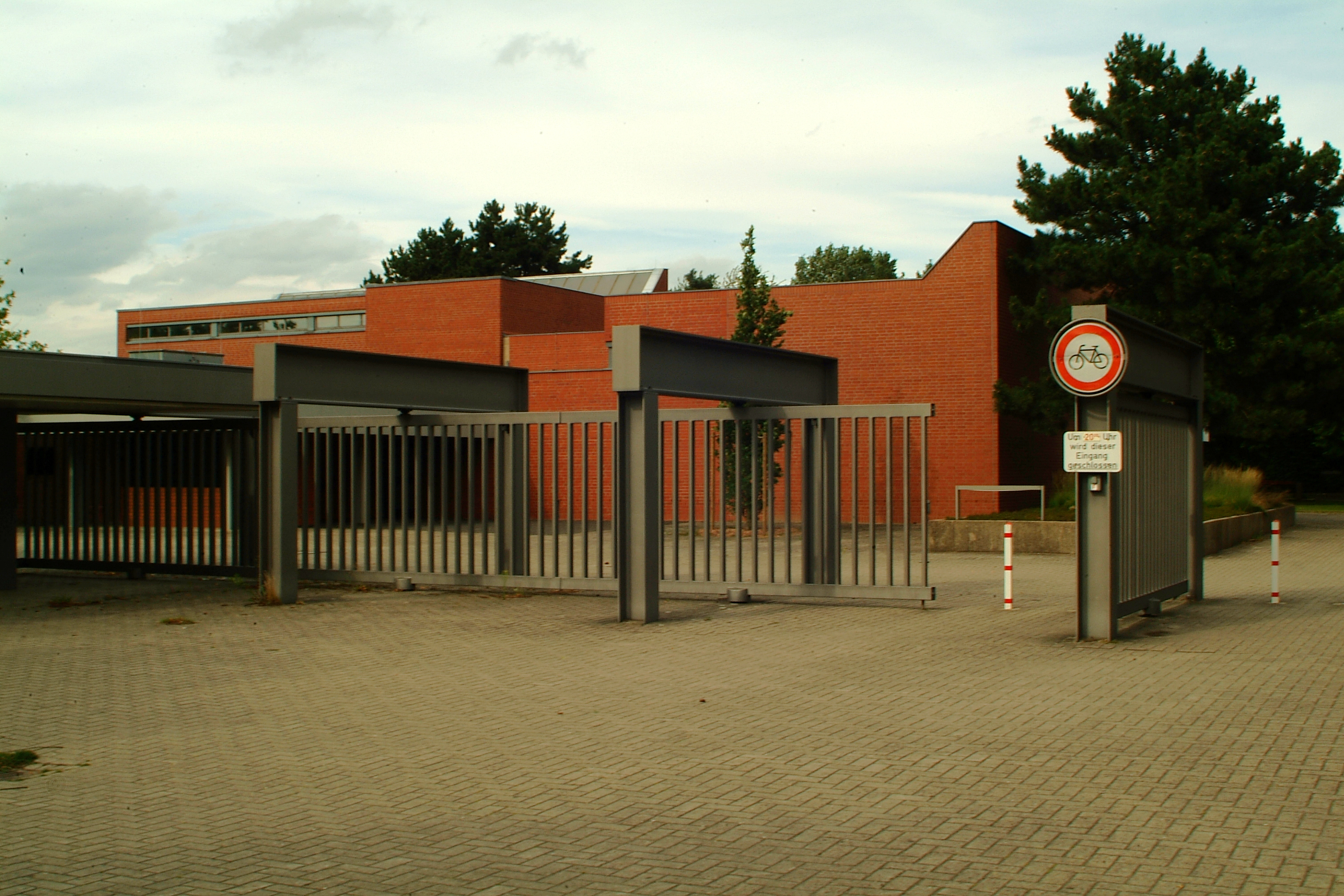
Eingang und Kapelle

Der Stadtfriedhof Lahe (Ausspracheⓘ) ist der jüngste der fünf großen städtischen Friedhöfe in Hannover. Der 1968 angelegte Friedhof im Stadtteil Lahe ist 37 Hektar groß und beherbergt etwa 25.000 Grabstätten.

## Geschichte
Nach dem Zweiten Weltkrieg waren die bestehenden Friedhöfe in Hannover voll belegt; zudem rechnete die Stadt mittelfristig mit einem Wachstum der Bevölkerung von etwa 500.000 auf 700.000 Einwohner. Des Weiteren sollten die Bestattungen auf fünf großen Friedhöfen konzentriert werden: Neben dem Stadtfriedhof Engesohde sollte der Stadtfriedhof Stöcken für den Nordwesten der Stadt zuständig sein, der Stadtfriedhof Ricklingen für den Südwesten, der Stadtfriedhof Seelhorst für den Südosten und eben Lahe für den Nordosten. Die kleineren Stadtteilfriedhöfe sollten dafür geschlossen werden.
Da das vorgesehene Gelände zwischen der Kirchhorster Straße und der damals geplanten Moorautobahn A 37 einen hohen Grundwasserstand aufwies, wurde es um zwei Meter aufgeschüttet. Hierfür wurde der Bodenaushub des damaligen U-Bahn-Baus verwendet. Im Januar 1966 wurde mit den Erdarbeiten begonnen. 1968 waren die ersten drei Hektar zur Belegung fertiggestellt. Der Ausbau des Friedhofs zog sich über Jahre hin und erreichte 1981 die heutige Größe.
Vom Stadtfriedhof Lahe werden der 1910 angelegte Stadtteilfriedhof Bothfeld mit 4.500 Grabstätten auf 7,6 Hektar, der 1921 angelegte Waldfriedhof Misburg mit 4.500 Grabstätten auf 7,9 Hektar und der Stadtteilfriedhof Isernhagen-Süd mit 550 Gräbern auf 1,1 Hektar mit verwaltet.

## Besonderheiten
- Auf dem Stadtfriedhof Lahe werden anonyme Sarg- und Urnenbeisetzungen sowie Sarg- und Urnenbeisetzungen in Reihen- und Wahlgräbern angeboten.
- Auf dem Friedhof befindet sich das Krematorium der Feuerbestattungsgesellschaft in Hannover, welche für alle Feuerbestattungen in Hannover zuständig ist.
- 1989 wurde eine Abteilung für Jesiden eingerichtet, in der die Verstorbenen entsprechend ihrer Kastenzugehörigkeit der aufgehenden Sonne entgegen beigesetzt werden.
- Der Friedhof umschließt den seit 2017 eigenständigen Friedhof der Liberalen Jüdischen Gemeinde Hannover, der aus einem 2001 eingerichteten städtischem Gräberfeld hervorging.

## Gräber bekannter Personen
- Herbert Bötticher (1928–2008), Schauspieler
- Grethe Jürgens (1899–1981), Malerin
- Günter Neutze (1921–1991), Schauspieler, wurde auf dem anonymen Urnengräberfeld beigesetzt
- Willem Polak (1915–1993), niederländischer SS-Angehöriger und Kriegsverbrecher, anonym bestattet